# Mateo Garralda
Mateo Jesús Garralda Larumbe, född 1 december 1969 i Burlada i Navarra, är en spansk handbollstränare och före detta handbollsspelare (högernia). Han spelade 233 landskamper och gjorde 593 mål för Spaniens landslag.

## Klubbar

### Som spelare
- BM Burlada (–1986)
- BM Granollers (1986–1991)
- Atlético de Madrid (1991–1992)
- CB Cantabria (1992–1996)
- FC Barcelona (1996–1999)
- Portland San Antonio (1999–2006)
- CB Ademar León (2006–2008)
- KIF Kolding (2008–2011)
- BM Guadalajara (2011–2012)

### Som tränare
- BM Guadalajara (2012–2014)
- CS Știința Municipal Dedeman Bacău (2014–2015)
- Puerto Ricos herrlandslag (2015)
- Chiles herrlandslag (2016–)

## Meriter i urval

### Landslagsmeriter
- EM 1996 i Spanien:  Silver
- OS 1996 i Atlanta:  Brons
- EM 1998 i Italien:  Silver
- EM 2000 i Kroatien:  Brons
- OS 2000 i Sydney:  Brons
- VM 2005 i Tunisien:  Guld
- EM 2006 i Schweiz:  Silver

### Klubblagsmeriter
Europacuptitlar
- Champions League-mästare sex gånger: 1994 (med CB Cantabria), 1996, 1997, 1998, 1999 (med FC Barcelona) och 2001 (med Portland San Antonio)
- Cupvinnarcupmästare: 1995 (med CB Cantabria) och 2000 (med Portland San Antonio)
- Europeisk supercupmästare: 1993, 1996, 1997, 1998, 2000

Inhemska titlar
- Spansk mästare: 1993 (med CB Cantabria), 1996, 1997, 1998 och 1999 (med FC Barcelona)
- Copa del Rey-mästare: 1997 och 1998 med FC Barcelona
- Spansk cupmästare: 1995 (med CB Cantabria) och 1996 (med FC Barcelona)
- Spansk supercupmästare: 1993 (med CB Cantabria), 1997 och 1998 (med FC Barcelona)
- Dansk mästare 2009 med KIF Kolding